# Friedrich Eduard Bilz
Friedrich Eduard Bilz (12 de junio de 1842 – 30 de enero de 1922) fue un naturópata alemán, oriundo de Arnsdorf, Mittelsachsen, en el Reino de Sajonia.

## Biografía
Como comerciante de una Kolonialwarenladen (tienda que ofrecía productos no europeos) ubicada en Meerane (ciudad del estado de Sajonia), Bilz mucho se interesó por la medicina naturopática, y en 1888 publicó el libro 'Das Neue Naturheilverfahren' (La Nueva Sanación Natural), una obra que se hizo popular y que se tradujo a doce idiomas.

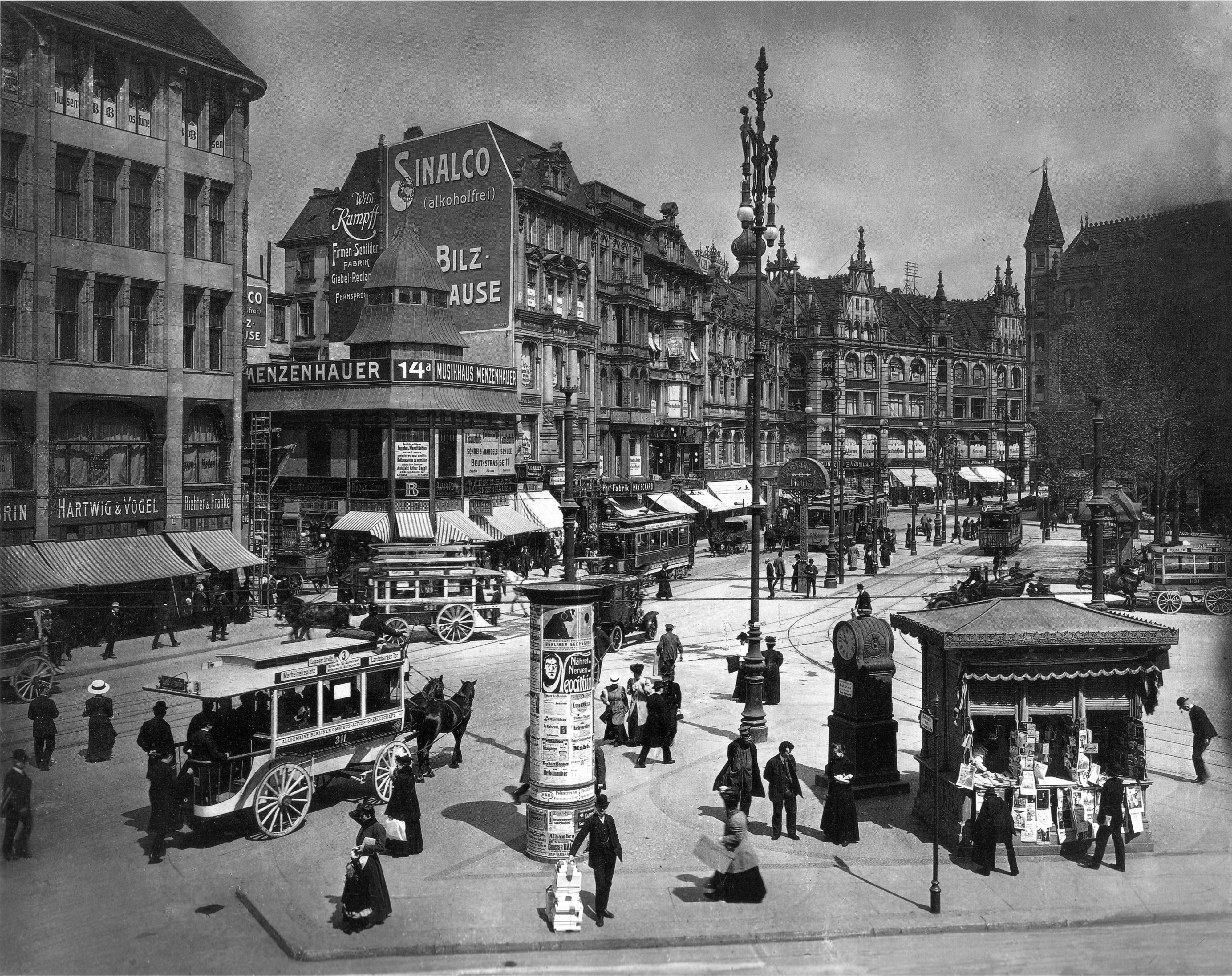
Publicidad de Sinalco en la pared de un edificio en Berlín, año 1909 ; fotógrafo: Waldemar Titzenthaler.

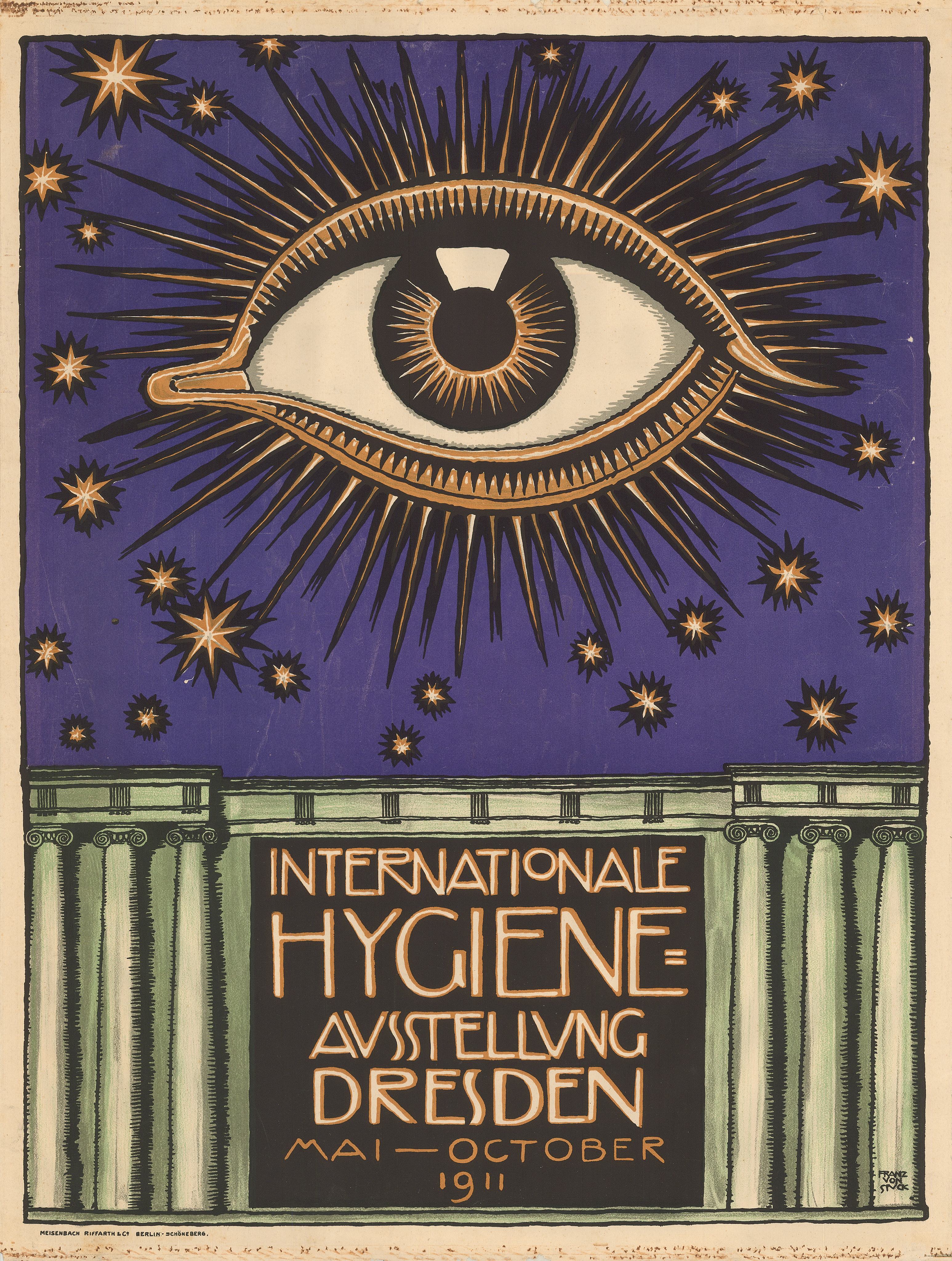
Afiche (póster) de la International Hygiene Exhibition 1911, elaborado por Franz von Stuck.

En 1895, Bilz fundó un balneario (centro SPA) en Radebeul, que pronto se convirtió en un gran sanatorio, y a principios del siglo XX, construyó un Licht-Luft Bad (una gran piscina al aire libre) en dicho sanatorio (el "Bilzbad"). Asimismo, en 1911 instaló una Wellenmaschine (máquina de hacer olas) para la Exposición Internacional de Higiene en Dresde, máquina que al año siguiente fue trasladada a "Bilzbad".
En 1902, Bilz ideó un refresco al que llamó Bilz-Brause, una bebida que consistía en agua mineral y jugo de cítricos, el que comenzó a servirse a los pacientes en el sanatorio. Y poco después, constituyó una sociedad con un industrial local llamado Franz Hartmann, y el nombre de la bebida se cambió a Sinalco, la que desde entonces y hasta nuestros días, se comercializa en todo el mundo.